# Modena Football Club 1986-1987
(Diego Armando Maradona, che aveva affrontato la squadra in una gara amichevole il 13 agosto)
Questa voce raccoglie le informazioni riguardanti il Modena Football Club nelle competizioni ufficiali della stagione 1986-1987.

## Stagione
Nella stagione 1986-1987 il Modena, allenato da Luigi Mascalaito, ha disputato il campionato di Serie B, ottenendo il tredicesimo posto con 35 punti. Discreto il girone di andata chiuso a 20 punti, che ha portato i gialloblù a ridosso della zona promozione; il girone di ritorno non è stato invece altrettanto positivo, pur mantenendosi gli emiliani sempre lontani dai bassifondi della classifica. Nel precampionato il Modena aveva disputato la fase preliminare della Coppa Italia, ottenendo tre pareggi e due sconfitte in un girone di qualificazione che aveva promosso agli ottavi Torino e Cagliari.
Migliore marcatore dei canarini è stato Sauro Frutti con 18 reti, di cui una in Coppa Italia e 17 in campionato.

## Divise e sponsor
| Casa | Trasferta |

## Organigramma societario
Area direttiva
- Presidente: Francesco Farina
- General Manager: Giambattista Pastorello
- Direttore sportivo: Romolo Camuffo
- Segretario: Cav. Walter Gasperini

Area tecnica
- Allenatore: Luigi Mascalaito
- Allenatore primavera: Alfiero Agostinelli
- Medico Sociale: dott.Claudio Gavioli
- Massaggiatore: Gianpaolo Franchi

## Rosa

Sauro Frutti (a sinistra), primatista stagionale di presenze e reti con il Modena, qui assieme al pescarese Stefano Rebonato.

| N. |                   | Ruolo | Calciatore          |
| -- | ----------------- | ----- | ------------------- |
|    | Italia (bandiera) | C     | Giulio Andreoli     |
|    | Italia (bandiera) | C     | Ivo Ballardini      |
|    | Italia (bandiera) | P     | Marco Ballotta      |
|    | Italia (bandiera) | C     | Andrea Bergamo      |
|    | Italia (bandiera) | C     | Giorgio Boscolo     |
|    | Italia (bandiera) | D     | Sauro Catellani     |
|    | Italia (bandiera) | C     | Angelo Conca        |
|    | Italia (bandiera) | D     | Gian Domenico Costi |
|    | Italia (bandiera) | C     | Marino D'Aloisio    |
|    | Italia (bandiera) | A     | Federico Farolfi    |
|    | Italia (bandiera) | A     | Marco Ferraris      |
|    | Italia (bandiera) | A     | Sauro Frutti        |
|    | Italia (bandiera) | C     | Stefano Furlan      |

| N. |                   | Ruolo | Calciatore           |
| -- | ----------------- | ----- | -------------------- |
|    | Italia (bandiera) | C     | Damiano Longhi       |
|    | Italia (bandiera) | C     | Filippo Masolini     |
|    | Italia (bandiera) | P     | Massimo Meani        |
|    | Italia (bandiera) | A     | Edmondo Mochi        |
|    | Italia (bandiera) | C     | Massimo Montanari    |
|    | Italia (bandiera) | C     | Giovanni Piacentini  |
|    | Italia (bandiera) | C     | Rinaldo Piraccini    |
|    | Italia (bandiera) | A     | Mauro Rabitti        |
|    | Italia (bandiera) | C     | Giovanni Re          |
|    | Italia (bandiera) | D     | Giovanni Rubino      |
|    | Italia (bandiera) | C     | Roberto Santini      |
|    | Italia (bandiera) | D     | Pier Antonio Torroni |

## Risultati

### Serie B

#### Girone di andata
| Arbitro: | Sguizzato (Verona) |

|  |           |                       |
|  | Marcatori | 51’ Longhi 55’ Frutti |

| Arbitro: | Luci (Firenze) |

|             |           |  |
| Rabitti 31’ | Marcatori |  |

| Arbitro: | Lo Bello (Siracusa) |

|                                     |           |  |
| Rondon 7’ Lucchetti 86’ Filippi 89’ | Marcatori |  |

| Arbitro: | Paparesta (Bari) |

|            |           |                       |
| Frutti 25’ | Marcatori | 74’ (rig.) Bortolazzi |

| Catania 12 ottobre 1986 5ª giornata | Catania           | 0 – 0 referto | Modena | Stadio Cibali\| Arbitro: \| Frigerio (Milano) \| |
| Arbitro:                            | Frigerio (Milano) |               |        |                                                  |

| Arbitro: | Fabricatore (Roma) |

|            |           |                   |
| Frutti 14’ | Marcatori | 79’ (aut.) Rubino |

| Arbitro: | Bruschini (Firenze) |

|             |           |            |
| Scaglia 46’ | Marcatori | 31’ Frutti |

| Arbitro: | Amendolia (Messina) |

|            |           |  |
| Rabitti 9’ | Marcatori |  |

| Arbitro: | Frigerio (Milano) |

|                       |           |  |
| Rabitti 17’ Mochi 19’ | Marcatori |  |

| Arbitro: | Pairetto (Torino) |

|                                                         |           |                                 |
| Fiorini 13’ Torroni 24’ (aut.) Acerbis 39’ Mandelli 85’ | Marcatori | 70’ (aut.) Gregucci 80’ Rabitti |

| Arbitro: | Luci (Firenze) |

|                                          |           |  |
| Eranio 5’ Masolini 7’ (aut.) Marulla 37’ | Marcatori |  |

| Arbitro: | Gava (Conegliano) |

|            |           |             |
| Frutti 18’ | Marcatori | 11’ Laureri |

| Messina 7 dicembre 1986 13ª giornata | Messina       | 0 – 0 referto | Modena | Stadio Giovanni Celeste\| Arbitro: \| Testa (Prato) \| |
| Arbitro:                             | Testa (Prato) |               |        |                                                        |

| Arbitro: | Baldi (Roma) |

|                      |           |                     |
| Mochi 37’ Frutti 79’ | Marcatori | 59’ (aut.) Ballotta |

| Arbitro: | Luci (Firenze) |

|                                       |           |  |
| Chiorri 3’ Nicoletti 39’ Citterio 67’ | Marcatori |  |

| Arbitro: | Amendolia (Messina) |

|             |           |  |
| Rabitti 58’ | Marcatori |  |

| Arbitro: | Bruschini (Firenze) |

|                                        |           |            |
| Di Nicola 13’ Selvaggi 51’ Turrini 89’ | Marcatori | 50’ Frutti |

| Arbitro: | Gava (Conegliano) |

|           |           |  |
| Mochi 87’ | Marcatori |  |

| Arbitro: | Magni (Bergamo) |

|                                         |           |            |
| Pradella 4’ Marronaro 33’ 88’ Luppi 90’ | Marcatori | 51’ Frutti |

#### Girone di ritorno
| Arbitro: | Leni (Perugia) |

|  |           |                |
|  | Marcatori | 35’ Piovanelli |

| Arbitro: | Frigerio (Milano) |

|                        |           |  |
| Barbas 54’, 75’ (rig.) | Marcatori |  |

| Modena 1º marzo 1987 22ª giornata | Modena             | 0 – 0 referto | Lanerossi Vicenza | Stadio Alberto Braglia\| Arbitro: \| Acri (Novi Ligure) \| |
| Arbitro:                          | Acri (Novi Ligure) |               |                   |                                                            |

| Parma 8 marzo 1987 23ª giornata | Parma               | 0 – 0 referto | Modena | Stadio Ennio Tardini\| Arbitro: \| Coppetelli (Tivoli) \| |
| Arbitro:                        | Coppetelli (Tivoli) |               |        |                                                           |

| Arbitro: | Novi (Pisa) |

|            |           |  |
| Frutti 61’ | Marcatori |  |

| Arbitro: | Di Cola (Avezzano) |

|                                 |           |                       |
| Ruotolo 26’ Ugolotti 90’ (rig.) | Marcatori | 5’, 49’ (rig.) Frutti |

| Modena 29 marzo 1987 26ª giornata | Modena          | 0 – 0 referto | Triestina | Stadio Alberto Braglia\| Arbitro: \| Pucci (Firenze) \| |
| Arbitro:                          | Pucci (Firenze) |               |           |                                                         |

| Arbitro: | Baldi (Roma) |

|          |           |            |
| Sala 51’ | Marcatori | 20’ Frutti |

| Arbitro: | Gava (Conegliano) |

|           |           |  |
| Serra 13’ | Marcatori |  |

| Arbitro: | Tarallo (Como) |

|              |           |         |
| Ferraris 80’ | Marcatori | 47’ Pin |

| Arbitro: | Mattei (Macerata) |

|             |           |               |
| Rabitti 74’ | Marcatori | 68’ Scanziani |

| Arbitro: | Pucci (Firenze) |

|                                           |           |  |
| Cowans 18’ Bergossi 61’ Rubino 74’ (aut.) | Marcatori |  |

| Arbitro: | Luci (Firenze) |

|            |           |           |
| Longhi 38’ | Marcatori | 89’ Gobbo |

| Arbitro: | Nicchi (Arezzo) |

|              |           |                 |
| Rebonato 78’ | Marcatori | 52’, 73’ Frutti |

| Arbitro: | Mattei (Macerata) |

|            |           |           |
| Frutti 73’ | Marcatori | 65’ Torri |

| Arbitro: | Gava (Conegliano) |

|                                          |           |                            |
| M. Pellegrini 60’ 70’ Piras 62’ Pani 77’ | Marcatori | 80’ (aut.) Dore 90’ Frutti |

| Arbitro: | Frigerio (Milano) |

|  |           |                                                    |
|  | Marcatori | 12’, 20’ Manfrin 40’ Di Nicola 64’ (rig.) Selvaggi |

| Arbitro: | Baldas (Trieste) |

|                       |           |             |
| Baldini 21’ Russo 53’ | Marcatori | 72’ Rabitti |

| Arbitro: | Cornieti (Forlì) |

|            |           |  |
| Frutti 28’ | Marcatori |  |

### Coppa Italia

#### Primo turno
| Arbitro: | Baldas (Trieste) |

|                               |           |                               |
| Bernazzani 24’ F. Mariani 28’ | Marcatori | 76’ Rabitti 90’ G. Piacentini |

| Arbitro: | Tarallo (Como) |

|            |           |               |
| Frutti 41’ | Marcatori | 74’ Montesano |

| Modena 31 agosto 1986 3ª giornata | Modena           | 0 – 0 | Torino | Stadio Alberto Braglia\| Arbitro: \| Paparesta (Bari) \| |
| Arbitro:                          | Paparesta (Bari) |       |        |                                                          |

| Arbitro: | Lamorgese (Potenza) |

|             |           |  |
| Zandonà 70’ | Marcatori |  |

| Arbitro: | Tuveri (Cagliari) |

|  |           |            |
|  | Marcatori | 61’ Nuccio |

## Statistiche

### Statistiche di squadra
| Competizione | Punti | In casa | In casa | In casa | In casa | In casa | In casa | In trasferta | In trasferta | In trasferta | In trasferta | In trasferta | In trasferta | Totale | Totale | Totale | Totale | Totale | Totale | DR  |
| Competizione | Punti | G       | V       | N       | P       | Gf      | Gs      | G            | V            | N            | P            | Gf           | Gs           | G      | V      | N      | P      | Gf     | Gs     | DR  |
| ------------ | ----- | ------- | ------- | ------- | ------- | ------- | ------- | ------------ | ------------ | ------------ | ------------ | ------------ | ------------ | ------ | ------ | ------ | ------ | ------ | ------ | --- |
| Serie B      | 35    | 19      | 8       | 9       | 2       | 17      | 13      | 19           | 2            | 6            | 11           | 15           | 37           | 38     | 10     | 15     | 13     | 32     | 50     | -18 |
| Coppa Italia | 3     | 3       | 0       | 2       | 1       | 1       | 2       | 2            | 0            | 1            | 1            | 2            | 3            | 5      | 0      | 3      | 2      | 3      | 5      | -2  |
| Totale       |       | 22      | 8       | 11      | 3       | 18      | 15      | 21           | 2            | 7            | 12           | 17           | 40           | 43     | 10     | 18     | 15     | 35     | 55     | -20 |

### Statistiche dei giocatori
| Giocatore     | Serie B  | Serie B | Serie B     | Serie B    | Coppa Italia | Coppa Italia | Coppa Italia | Coppa Italia | Totale   | Totale | Totale      | Totale     |
| Giocatore     | Presenze | Reti    | Ammonizioni | Espulsioni | Presenze     | Reti         | Ammonizioni  | Espulsioni   | Presenze | Reti   | Ammonizioni | Espulsioni |
| ------------- | -------- | ------- | ----------- | ---------- | ------------ | ------------ | ------------ | ------------ | -------- | ------ | ----------- | ---------- |
| G. Andreoli   | 7        | 0       | ?           | ?          | ?            | ?            | ?            | ?            | 7+       | 0+     | ?           | ?          |
| I. Ballardini | 34       | 0       | ?           | ?          | ?            | ?            | ?            | ?            | 34+      | 0+     | ?           | ?          |
| M. Ballotta   | 23       | -33     | ?           | ?          | ?            | ?            | ?            | ?            | 23+      | -33+   | ?           | ?          |
| A. Bergamo    | 27       | 0       | ?           | ?          | ?            | ?            | ?            | ?            | 27+      | 0+     | ?           | ?          |
| G. Boscolo    | 35       | 0       | ?           | ?          | ?            | ?            | ?            | ?            | 35+      | 0+     | ?           | ?          |
| S. Catellani  | 20       | 0       | ?           | ?          | ?            | ?            | ?            | ?            | 20+      | 0+     | ?           | ?          |
| A. Conca      | 30       | 0       | ?           | ?          | ?            | ?            | ?            | ?            | 30+      | 0+     | ?           | ?          |
| G. Costi      | 7        | 0       | ?           | ?          | ?            | ?            | ?            | ?            | 7+       | 0+     | ?           | ?          |
| M. D'Aloisio  | 1        | 0       | ?           | ?          | ?            | ?            | ?            | ?            | 1+       | 0+     | ?           | ?          |
| F. Farolfi    | 1        | 0       | ?           | ?          | ?            | ?            | ?            | ?            | 1+       | 0+     | ?           | ?          |
| M. Ferraris   | 12       | 1       | ?           | ?          | ?            | ?            | ?            | ?            | 12+      | 1+     | ?           | ?          |
| S. Frutti     | 38       | 17      | ?           | ?          | ?            | ?            | ?            | ?            | 38+      | 17+    | ?           | ?          |
| S. Furlan     | 2        | 0       | ?           | ?          | ?            | ?            | ?            | ?            | 2+       | 0+     | ?           | ?          |
| D. Longhi     | 34       | 2       | ?           | ?          | ?            | ?            | ?            | ?            | 34+      | 2+     | ?           | ?          |
| F. Masolini   | 8        | 0       | ?           | ?          | ?            | ?            | ?            | ?            | 8+       | 0+     | ?           | ?          |
| M. Meani      | 15       | -17     | ?           | ?          | ?            | ?            | ?            | ?            | 15+      | -17+   | ?           | ?          |
| E. Mochi      | 20       | 3       | ?           | ?          | ?            | ?            | ?            | ?            | 20+      | 3+     | ?           | ?          |
| M. Montanari  | 2        | 0       | ?           | ?          | ?            | ?            | ?            | ?            | 2+       | 0+     | ?           | ?          |
| G. Piacentini | 35       | 0       | ?           | ?          | ?            | ?            | ?            | ?            | 35+      | 0+     | ?           | ?          |
| R. Piraccini  | 3        | 0       | ?           | ?          | ?            | ?            | ?            | ?            | 3+       | 0+     | ?           | ?          |
| M. Rabitti    | 33       | 7       | ?           | ?          | ?            | ?            | ?            | ?            | 33+      | 7+     | ?           | ?          |
| G. Re         | 20       | 0       | ?           | ?          | ?            | ?            | ?            | ?            | 20+      | 0+     | ?           | ?          |
| G. Rubino     | 21       | 0       | ?           | ?          | ?            | ?            | ?            | ?            | 21+      | 0+     | ?           | ?          |
| R. Santini    | 15       | 0       | ?           | ?          | ?            | ?            | ?            | ?            | 15+      | 0+     | ?           | ?          |
| P. Torroni    | 33       | 0       | ?           | ?          | ?            | ?            | ?            | ?            | 33+      | 0+     | ?           | ?          |